# Zahodni turški kaganat
Zahodni turški kaganat (kitajsko: 西突厥; pinjin: Xī Tūjué) ali Onok (staroturško 𐰆𐰣:𐰸:𐰉𐰆𐰑𐰣, latinizirano: On oq budun, dob. 'Ljudstvo desetih puščic') je bil turški kaganat v Evraziji, ustanovljen kot posledica vojn na začetku 7. stoletja (593–603) in razpadu Prvega turškega kaganata, ki ga je na začetku 6. stoletja na Mongolski planoti ustanovil klan Ašina.  
Celotna zveza plemen se je imenovala Onok (Deset puščic). Po zapisih v kitajskih virih so bili Zahodni Turki organizirani v deset skupin.
Kaganat je imel poletno prestolnico Nevekat in glavno prestolnico Sujab. Obe sta bili v dolini reke Čui v Kirgizistanu, vzhodno od Biškeka. Tong jabgu kaganova poletna prestolnica je bila blizu Taškenta, zimska pa Sujab. 
Zahodni turški kaganat si je leta 657 podredila dinastija Tang. Njen vazal je ostal do leta 742, ko je dokončno propadel. Na zahodu je razpad Zahodnega turškega kaganata sprožil vzpon turškega Hazarskega kaganata (okoli 650–969). 

## Zgodovina
Prvi turški kaganat je ustanovil Bumin kagan leta 552 na Mongolski planoti. Kaganat se je hitro razširil proti zahodu proti Kaspijskemu jezeru. Po 35 letih (618–630) sta bili zahodna in vzhodna polovica kaganata skoraj neodvisni druga od druge.  
Zahodni kaganat je dosegel vrhunec pod Tong jabgu kaganom (618–630). Po Tongovem umoru je prišlo do spopadov med frakcijama Dulujev in Nušibijev ter številnimi kratkoživimi kagani, pri čemer je bilo izgubljenega nekaj ozemlje. Leta 642 se je v notranje zadeve kaganata začela vmešavati rastoča dinastija Tang in ga v letih 657–659 uničila. 

### Širjenje proti zahodu (552–575)
Gokturško in Mongolsko cesarstvo sta bili edini, ki sta vladali v vzhodni in srednji azijski stepi. Gokturško je bilo prvo, ki je imelo stike s tremi velikimi mestnimi civilizacijami: bizantinsko, perzijsko in kitajsko. Širjenje Gokturkov na ozemlje zahodno od sedanje Mongolije je slabo dokumentirano. Lev Gumiljov meni, da je Bumin prepustil zahod svojemu mlajšemu bratu Istemiju (553-575). Kampanja se je začela verjetno spomladi leta 554 in očitno naletela na malo odpora. Turki so zavzeli  Semirečje in do leta 555 dosegli Aralsko jezero, verjetno na črti od spodnje Amu Darje preko Sir Darje severno od Taškenta do zahodne konice Tjanšana. Pred seboj so pregnali različna ljudstva: Hionite, Avare, Onogure in druge. Zdi se, da so se begunci zlili v Avare, ki so jih Gokturki leta 558 pregnali čez reko Volgo in ki so do leta 567 prečkali zahodno stepo in dosegli Panonsko nižino. Turki so se nato obrnili proti jugovzhodu. 
V tem času so Heftaliti posedovali Tarimsko kotlino, Fergano, Sogdijo, Baktrijo in Merv, Perzijci pa so bili približno na njihovi sedanji meji. Kozrav I. je sklenil mir z Bizantinci in se obrnil proti Heftalitom. Boji so se začeli okoli leta 560. Perzijci so leta 562 premagali Heftalite, Turki pa so zavzeli Taškent. Leta 565 so bili Heftaliti poraženi pri Karšiju in so se umaknili v Baktrijo, kjer so njihovi delci preživeli do arabskega osvajanja. Turki so na osvojenem ozemlju  zahtevali plačevanje davka, ki se je prej plačeval Heftalitom. Ko so domačini to zavrnili, so Turki prečkali Amu Darjo in se nato premislili in umaknili. Leta 571 je bila vzdolž Amu Darje potegnjena meja. Perzijci so se nato razširili proti vzhodu v Afganistan, medtem ko so Turki pridobili trgovska mesta v Sogdiji in nadzor nad svilno cesto. 
Okoli 567–576 so Turki osvojili ozemlje med Kaspijskim jezerom in Črnim morjem in leta 568 del Baktrije.

### Pozno obdobje (575–630)
Istemiju je sledil njegov sin Tardu (575–603), ki je okoli leta 581 posredoval v državljanski vojni v Vzhodnem kaganatu. Leta 588/589 so Turke v prvi perzijsko-turški vojni pri Heratu premagali Perzijci. V letih 599–603 je Tardu pridobil vzhodno polovico kaganata, vendar sta se po njegovi smrti obe polovici dokončno razdelili. Hešana kagana (603–611) je iz Džungarije pregnal in nato porazil Tardušev vnuk Šeguj (610–617), ki je osvojil Altaj, ponovno osvojil Taškent in vdrl v Ishfahan. 

#### Jabguji Toharistana in turški šahi
Njegov brat Tong jabgu kagan (618–630) je vladal od Tarimske kotline do Kaspijskega jezera in se je srečal s cesarjem Šuanzangom. Svoje može je poslal v boj proti Perzijcem južno od Kavkaza, svojega sina Tarduja pa v Afganistan, kjer je ustanovil dinastijo toharskih jabgujev (podkraljev), ki so postavljali svoje šahe vse do Indije.  
V letu Tongove smrti je dinastija Tang porazila in priključila Vzhodni turški kaganat. Tonga je leta 630 s podporo Dulujev ubil njegov stric Kulug Sibir. Nušibiji so na prestol posadili Tongovega sina Si jabguja (631–633), vendar so se mu kmalu uprli in ustoličili Ašina Nišuja (633–634). Njemu je sledil njegov brat Išbara Tolis (634–638). Po sporu med Duluji in Nušibiji je na prestol prišel Jukuk šad, sin zadnjega kagana Vzhodnega kaganata.  
Spor med turškima frakcijama je izkoristil cesar Taizong iz Tanga in ustoličil Irbis šeguja (642–651). Dinastija Tang je zahtevala del Tarimske kotline in si ga nato prilastila, dokler se ni vojna končala s Taizongovo smrtjo. Irbisa je strmoglavil Išbara kagan (651–658), ki je bil po približno šestih letih vojne poražen v bitki s Tangi pri reki Irtiš in ujet. Za njim je vladalo več marionetnih kaganov. V letih 679–719 je bila stara gokturška prestolnica Sujab ena od štirih garnizij Anšija. Dinastija Tang je nadzirala območje do An Lušanovega upora leta 756. 

### Pohodi Tanga proti Zahodnim Turkom (640–657)
Pohodi cesarstva Tang proti Zahodnemu turškemu kaganatu so bili niz vojaških pohodov sredi 7. stoletja. Zgodnji spopadi so bili posledica vmešavanja Tanga v rivalstvo med zahodnimi in vzhodnimi Turki, da bi oslabili ene in druge. Pod cesarjem Taizongom so se v zahodnih regijah dogajale akcije proti Gaočangu leta 640, Karasarju leta 644 in 648 ter Kučiju leta 648. 
Vojne proti zahodnim Turkom so se nadaljevale pod cesarjem Gaozongom, dokler ni bil kaganat po zmagi generala Su Dingfanga nad kaganom Ašina Helujem leta 657 priključen k cesarstvi Tang. 

### Protektorat Tangov (657–742)
Zahodni Turki so leta 670 in 677 poskušali zavzeti Tarimsko kotlino, vendar jih je Tang odbil. Leta 679 je general Tang Pei Šingdžian povedel svojo vojsko do Toharistana in hkrati spremljal nazaj v Perzijo zadnjega sasanidskega pretendenta za prestol Narseha.  Pei Šingdžian se je uspešno boril proti invaziji na Anši, ki jo je vodil zahodnoturški kan Ašina Dudži. Številni manjši turški poglavarji v regiji so nato obljubili svojo zvestobo dinastiji Tang. Generala Pei Šingdžiana potem ni več zanimalo ponovno ustoličenje perzijskega kralja in je pustil Narseha z njegovim dvorom v Anšiju. General Pei je bil po vrnitvi v Tang imenovan za ministra za protokol in generala garde.
Leta 679 se je turški poglavar Ašide Venfu uprl, vendar ga je general Šiao Sije premagal. Poveljstvo kitajske vojske je nato prevzel general Pei in dobil odločilno bitko proti Turkom. Ašide Venfu je pobegnil in kmalu zatem zbral svojo vojsko in jo združil z vojsko poglavarja Ašina Funiana. Pei je opazil nezaupanje med turškima poglavarjema in med njima zabil klin. Ašina Funian  je iz strahu pred maščevanjem Tangov umoril Ašide Venfuja in bil zatem na dvoru Tangov tudi sam usmrčen. Usmrtitev je bila izvršena v nasprotju s Peijevo obljubo, da se to ne bo zgodilo, zato se je Pei upokojil. Knjiga dinastije Tang omenja, da je bil Ašina Funian usmrčen na zahtevo Pei Jana iz njegovega klana, ljubosumnega zaradi Funianovih zmag na zahodu. 
Leta 682 je bil Pei zadolžen za zatrtje še enega turškega upora proti dinastiji Tang, vendar je pred odhodom umrl zaradi starosti. Cesarski dvor mu je podelil posmrtno ime Šian (獻), ki pomeni "posvečen", ter najvišji vojaški častni naziv Taivei (太尉). 
Območja pod oblastjo dinastije Tang, so bila pod kitajskimi in zaradi prisotnosti turških vojakov tudi turškimi kulturnimi vplivi. Ob koncu kitajske kampanje leta 657 je dinastija Tang dosegla svoj največji obseg. Za nadzor nad Srednjo Azijo so do propada dinastije Tang v 10. Stoletju tekmovali Turki, Tibetanci, muslimanski Arabci in sami Tangi. 
Leta 712 je razdrobljene ostanke Zahodnega turškega kaganata zasedel in absorbiral Drugi turški kaganat.

## Odnosi s Perzijskim in Bizantinskim cesarstvom
V poznem 6. stoletju so Turki utrdili svoj geopolitični položaj v Srednji Aziji kot vezni člen v trgovanju med Vzhodno in Zahodno Azijo, v kateri sta bili prevladujoči sili Perzija in Bizanc. Večji del tega obdobja je v kaganatu iz zimskega tabora blizu Karašarja vladal Istemi kagan. Rekonstruirana časovnica širjenja Turkov proti zahodu pod Istemijem bi lahko izgledala takole: 
- 552: Mongolija,
- 555: (verjetno) Aralsko jezero,
- 558: reka Volga (po porazu Avarov),
- 557–565: v zavezništvu s Perzijci so Turki zdrobili Heftalite; turško-perzijska meja na Amu Darji je nato trajala več desetletij:
- 564: Taškent,
- 567–571: severni Kavkaz,
- 569–571: turška vojna s Perzijo,
- 576: velik prodor na območje Črnega morja, vključno s Krimom.

Prva turška delegacija, ki je prispela v Konstantinopel, je leta 563 obiskala cesarja Justina II. Leta 568 je turško-sogdijsko delegacijo v Konstantinopel vodil sogdijski trgovec Maniah. Delegacija je tam trgovala in  sklenila zavezništvo proti Avarom in Perzijcem. Manijaha je na poti domov spremljal bizantinski predstavnik Zemarh, ki je zapustil pionirsko poročilo o Turkih. Maniah je Turkom predlagal, da bi trgovci obšli Perzijo in ponovno odprli neposredno trgovsko pot severno od Kaspijskega jezera. Če bi se to obneslo, bi koristilo Horezmu in črnomorskim mestom. Zdi se, da je to imelo vpliv tudi na  kasnejši vzpon Hazarov in Rusov. 
Turki so od poznega 6. stoletja nadzirali sogdijska trgovska mesta ob Amu Darji in s tem tudi velik del svilne ceste v Srednji Aziji. Kitajski general se je ob tem pritožil: 
"Turki so sami po sebi preprosti in kratkovidni in med njimi se zlahka zaneti nesoglasje. Na žalost med njimi živi veliko Sogdijcev, ki so zviti in zahrbtni in učijo in poučujejo Turke."
Denis Sinor je v bizantinskem zavezništu videl sogdijski načrt, da se okoristijo na račun Turkov. S tem je povezano dejstvo, da so Vzhodni Turki zaplenili Kitajcem veliko količino svilenih tkanin, ki so jih morali tržiti proti zahodu. Vodilni trgovec Maniah je pred letom 568 obiskal perzijski sasanidski dvor, da bi odprl trgovino. Perzijci so njegov predlog zavrnili, očitno zato, ker so želeli omejiti njegovo trgovanje z Bizantinci. Člani druge turške misije v Perziji naj bi bili zastrupljeni. Od leta 569 so bili Turki in Perzijci v vojni, dokler niso bili Turki dokončno poraženi pri Mervu. Leta 571 so sovražnosti prenehale. 
Leta 576 je Valentin vodil bizantinsko misijo k turškemu guvernerju (šadu) Tamganu, katerega tabor je bil zahodno od Kaspijskega jezera. Valentin je želel, da bi Turki ukrepali proti Perzijcem,  Tamgan pa se je pritoževal, da Bizanc daje zatočišče Avarom. Valentin je nato odšel na vzhod, da bi se srečal s kaganom Tardujem. Vzroki za sovražnosti niso jasni. Leta 576–577 sta turški general Bohan in Utigur Anagaj zavzela krimsko bizantinsko mesto Pantikapej, obleganje Hersona pa jima je spodletelo.  Obe mesti sta bili najzahodnejši točki, da koder so prodrli Zahodni Turki. 
Med velikim vdorom Turkov v Baktrijo leta 588–589 so jih porazili Sasanidi. Turško-bizantinsko zavezništvo je ponovno zaživelo v 620. letih med zadnjo veliko bizantinsko-perzijsko vojno pred arabskimi osvajanji. Velikemu turškemu vdoru v Baktrijo leta 627 je poveljeval Tong jabgu kaganov nečak Bori šad. Turki so vdrli v veliko trdnjavo Derbent na kaspijski obali in nato v Azerbajdžan in Gruzijo, ju povsem izropali in se srečali s cesarjem Heraklijem, ki je oblegal Tbilisi. Ko se je obleganje zavleklo, so Turki odšli, Heraklij pa je odšel na jug in dosegel veliko zmago nad Perzijci. Turki so se nato vrnili, zavzeli Tbilisi in pobili celo garnizijo. Turški general Čorpan Tarhan je  nato v imenu Bizantincev osvojil večji del Armenije.

## Onok ali deset plemen
Ustanovitev Onoka (Zhodnega turškega kaganata) opisujeta dve nasprotujoči si pripovedi.
"Na začetku [po letu 552] je Šidianmi Istemi] sledil šanju [kaganu] in poveljeval desetim velikim poglavarjem. Skupaj z njihovimi 100.000 vojaki je napadel zahodne regije in podredil barbarske državice. Tam se je razglasil za kagana desetih plemen in [zahodnim barbarom] vladal več generacij."
— Tongdian, 193 in Džiu Tangšu, 194
"Kmalu [po letu 635] je Dieliši kagan [zahodnih Gokturkov] svojo državo razdelil na deset delov in vsakega je vodil en človek. Skupaj so sestavljali deset šadov (設, še). Vsakemu šadu je dal puščico, zato so bili [kot celota] znani kot deset puščic. Prav tako je razdelil deset puščic v dva dela, od katerih je vsakega sestavljalo pet puščic. Levo (vzhodno) polovico je sestavljalo pet plemen Dulujev, ki jih je vodilo pet čurov (啜, čuo). Desno [zahodno] polovico je sestavljalo pet plemen Nušibijev, ki jih je ločeno vodilo pet irkinov (俟斤, sidžin). Vsak je prevzel poveljstvo nad eno puščico. Nato je bila vsaka puščica znana tudi kot eno pleme, velika konica puščice pa kot veliki poglavar. Pet plemen Dulujev je živelo vzhodno od Suije [vode] (reka Ču), pet plemen Nušibijev pa zahodno od nje. Od takrat so se imenovali deset plemen."
— Tongdian, 193 in Jiu Tangšu, 194
Prva zgodba sega v čas nastanka Prvega turškega kaganata, ko je Buminov mlajši brat Istemi z desetimi plemeni, verjetno iz vzhodnega dela kaganata v Mongoliji, odpotoval na zahod, da bi razširil kaganat. Natančen datum dogodka ni bil zabeležen. Omenjeni šanju je bil morda Mukan kagan. 
Druga zgodba  ustanovitev pripisuje Djelišiju, ki je prevzel prestol leta 635 in začel krepiti državo s krepitvijo vezi med desetimi plemeni iz dveh plemenskih zvez. Ime "deset plemen" (十姓) je v kitajskih zapisih postalo skrajšan naslov za Zahodne Turke. Mednje niso prištevali pet glavnih plemen vzhodneje od desetih plemen.
Vladajoče elite so bile razdeljene v dve skupini. Odnosi med njimi so bili napeti. Bolj aristokratski poglavarji Dulujev so imeli naziv čur, verjetno iz iranskega izraza čjaura  - iti ven, lov. Nižje rangirane Nušibije na zahodu so verjetno sprva sestavljali naborniki Tielejev. Njihovi poglavarji so se imenovali irkin. Med reorganizacijo sta bili močnejši plemeni Nušibijev - A-Šidžie in Gešu zazdeljeni na dva dela, da je zveza v celoti štela pet plemen. 

## Primarni viri

### Afrasiabske stenske slike (7. stoletje)
Turški spremljevalci so skupaj s kitajskimi odposlanci upodobljeni na Afrasiabskih stenskih slikah iz 7. stoletja. Kitajski delegati, na sliki levo, nosijo kralju svilo in zapredke sviloprejke. Turški delegati, na sliki desno, so prepoznavni po dolgih kitah in kot spremljevalci ne nosijo daril.
Afrasiabske stenske slike so bile naslikane verjetno v letih 648 do 651, se pravi tik pred propadom Zahodnega turškega kaganata leta 657. Ozemlje kaganata v Srednji Aziji je zasedla  dinastija Han. Na slikah so prepoznavni po dolgih kitah las.

#### Etnične značilnosti in oblačila
Na slikah so upodobljeni etnični Turki Nušibiji in ne poturčeni Sogdijci, kot nakazujejo izrazite mongoloidne poteze obrazov brez brad. Turki so najštevilčnejša etnična skupina na sliki in niso veleposlaniki, temveč vojaški spremljevalci. Njihova upodobitev ponuja edinstven vpogled v oblačila Turkov v 6.–7. stoletju. Običajno so nosili tri ali pet dolgih kit las, pogosto združenih v eno samo dolgo kito. Nosili so do gležnjev dolge enobarvne plašče z rokavi in dvema reverjema, nizke črne škornje z ostro konico in zlate zapestnice z lapisom lazuli ali biseri.
Na zahodnoturških kovancih imajo obrazi guvernerjev in guvernerk jasno mongoloiden videz (okrogel obraz, ozke oči), portreti kot celota pa imajo jasne staroturške značilnosti - dolge lase, odsotnost guvernerjevega pokrivala in trirogo pokrivalo guvernerke.

### Orhonski napisi
Orhonski napisi sta dve gokturški steli iz 8. stoletja, postavljeni v dolini reke Orhon v sedanji Mongoliji v čast dveh princev, Kul Tigina in njegovega brata Bilge kagana. Besedila v stari turščini in kitajščini opisujejo legendarno poreklo Turkov, zlato dobo njihove zgodovine, podreditev dinastiji Tang in osvoboditev pod Ilteriš kaganom.

### Tonjukukov napis
Tonjukuk je bi baga-tarkan (vrhovni poveljnik) in svetovalec štirih gokturških kaganov: Ilteriša, Čapagana, Inela in Bilgeja. 
V Tonjukukovem napisu je opis njegovega pohoda proti vzhodu, na katerem je prodrl do Šantunga in morja in uničil triindvajset mest. Proti njemu so se na kitajski strani vojskovali tudi kagani Zahodnega turškega kaganata (Deset puščic). Veliko nasprotnikov so ubili in okoli petdeset ujeli. Tonjukuk je nato poslal svoje glasnike vsem nasprotnim plemenom in njihovi begi in prebivalci so se vdali. Nekaj ljudi je pobegnilo.

## Vladarji Zahodnega turškega kaganata

### Jabguja v združenem cesarstvu (553–603)
| Ime                               | Osebno ime in drugi naslovi                   | Katun | Vladanje | Komentar                  |
| --------------------------------- | --------------------------------------------- | ----- | -------- | ------------------------- |
| Istemi 葉護可汗 / 叶护可汗        | Istemi Šidianmi / Ših-tien-mi 室點密 / 室点密 |       | 552–575  | Mlajši brat Bumin kagana. |
| Tardu (Datou) 達頭可汗 / 达头可汗 | Dianjue / Tien-chüeh 玷厥                     |       | 575–602  | Istemijev sin.            |

### Kagani neodvisnega Zahodnega kaganata (603–658)
| Ime                                                               | Osebno ime in drugi naslovi                            | Katun                                               | Vladanje | Komentar                                    |
| ----------------------------------------------------------------- | ------------------------------------------------------ | --------------------------------------------------- | -------- | ------------------------------------------- |
| Niri kagan (Nili) 泥利可汗                                        |                                                        |                                                     | 587–601  | Sin Jangsu Tigina, vnuk Tarduš kagana.      |
| Hešana kagan 曷娑那可汗, 曷薩那可汗                               | Taman 達曼 / 达曼 Nijue Chuluo Kehan 泥厥處羅可汗      | princesa Šinji 信義公主 / 信义公主 iz dinastije Sui | 604–611  | Sin Niri kagana.                            |
| Šeguj kagan 射匱可汗 / 射匮可汗                                   |                                                        |                                                     | 610–617  | Sin Tugluk jabguja. Vnuk Tardu kagana.      |
| Tong jabgu kagan (Tongjehu) 統葉護可汗 / 统叶护可汗               |                                                        |                                                     | 617–630  | Sin Tugluk jabguja. Vnuk Tardu kagana.      |
| Kulug Sibir 莫賀咄可汗 / 莫贺咄可汗                               |                                                        |                                                     | 630      | Sin Tugluk jabguja, vnuk Tarduš kagana.     |
| Si jabgu kagan 肆葉護可汗 / 肆叶护可汗                            | Dieli Tegin 咥力特勒                                   |                                                     | 630–632  | Sin Tuluk jabgu kagana.                     |
| Dulu kagan 咄陸可汗 / 咄陆可汗                                    | Nizuk 泥孰 吞阿婁拔奚利咄陸可汗 / 吞阿娄拔奚利咄陆可汗 |                                                     | 632–634  | Sin Bagatur kagana.                         |
| Išbara Tolis 沙缽羅咥利失可汗 / 沙钵罗咥利失可汗                  | Tonga / Tongra 同俄                                    |                                                     | 634–639  | Sin Bagatur kagana.                         |
| Jukuk šad 乙毗咄陸可汗 / 乙毗咄陆可汗                             | Jukuk šad 欲谷設 / 欲谷设                              |                                                     | 638–642  | Vnuk Tugluk jabguja.                        |
| Ilig Kutlug beg kagan (rival) 乙屈利失乙毘可汗 / 乙屈利失乙毗可汗 |                                                        |                                                     | 639–640  | Sin Išbara kagana.                          |
| Jukuk šad (rival) 乙毗沙缽羅葉護可汗 / 乙毗沙钵罗叶护可汗         | Tigin 薄布特勒                                         |                                                     | 639–641  | Sin Gena šada.                              |
| Ašina Helu 乙毗射匱可汗 / 乙毗射匮可汗                            |                                                        |                                                     | 642–653  | Sin Ilig Kul Bilge kagana. Vnuk Apa kagana. |
| Išbara kagan 沙缽羅可汗 / 沙钵罗可汗                              | Helu 賀魯 / 贺鲁                                       |                                                     | 650–658  | Sin Bori šada. Vnuk Tugluk jabguja.         |

Zahtevniki
- El Kulug šad 639–640 (Nušibi, poglavar)
- Irbis Išbara jabgu kagan 640–641 (Nušibi, poglavar)

Kasnejši zahtevniki
- Ašina Dudži 676–679 (s podporo Tibetanskega cesarstva)
- Ašina Tuizi 693–700 (s podporo Tibetanskega cesarstva)

### Kagani pod dinastijo Tang (657–742)
Kunlinški protektorat (657–736)
- Ašina Miše (657–662)
- Ašina Juančing (685–692)
- Ašina Šian (708–717)
- Ašina Džen (735–736)

Mengčijski protektorat (657–742)
- Ašina Budžen (657–667)
- Ašina Huseluo (693–704)
- Ašina Huajdao (704–708)
- Ašina Šin (740–742)